# 숀 헵번 퍼레어
숀 헵번 퍼레어(영어: Sean Hepburn Ferrer, 1960년 7월 17일 ~ )는 미국의 영화 프로듀서이자 작가이다. 그는 오드리 헵번과 멜 퍼레어의 아들이다.